# Diego Martín Rodríguez
Diego Martín Rodríguez Berrini (Montevideo, 4 de setembro de 1989) é um futebolista profissional uruguaio que atua como volante, atualmente defende o Liverpool Montevideo.

## Carreira
Diego Martín Rodríguez se profissionalizou no Defensor Sporting, em 2009.

### Independiente
Diego Martín Rodríguez integrou o Independiente na campanha vitoriosa da Copa Sulamericana de 2017.

## Seleção
Diego Martín Rodríguez fez parte do elenco da Seleção Uruguaia de Futebol da Olimpíadas de 2012.

## Títulos
Independiente
- Copa Sul-Americana: 2017